# قبیله‌ها (فیلم)
قبیله‌ها (انگلیسی: Tribes) یک فیلم به کارگردانی جوزف سارجنت است که در سال ۱۹۷۰ منتشر شد. از بازیگران آن می‌توان به یان-مایکل وینسنت اشاره کرد.